# Alamodome
O Alamodome é um estádio multiuso localizado em San Antonio, Texas, Estados Unidos, possui capacidade total para 64.000 pessoas nos jogos de futebol americano, 52.295 para jogos de beisebol e 20.662 para jogos de basquetebol.

## História

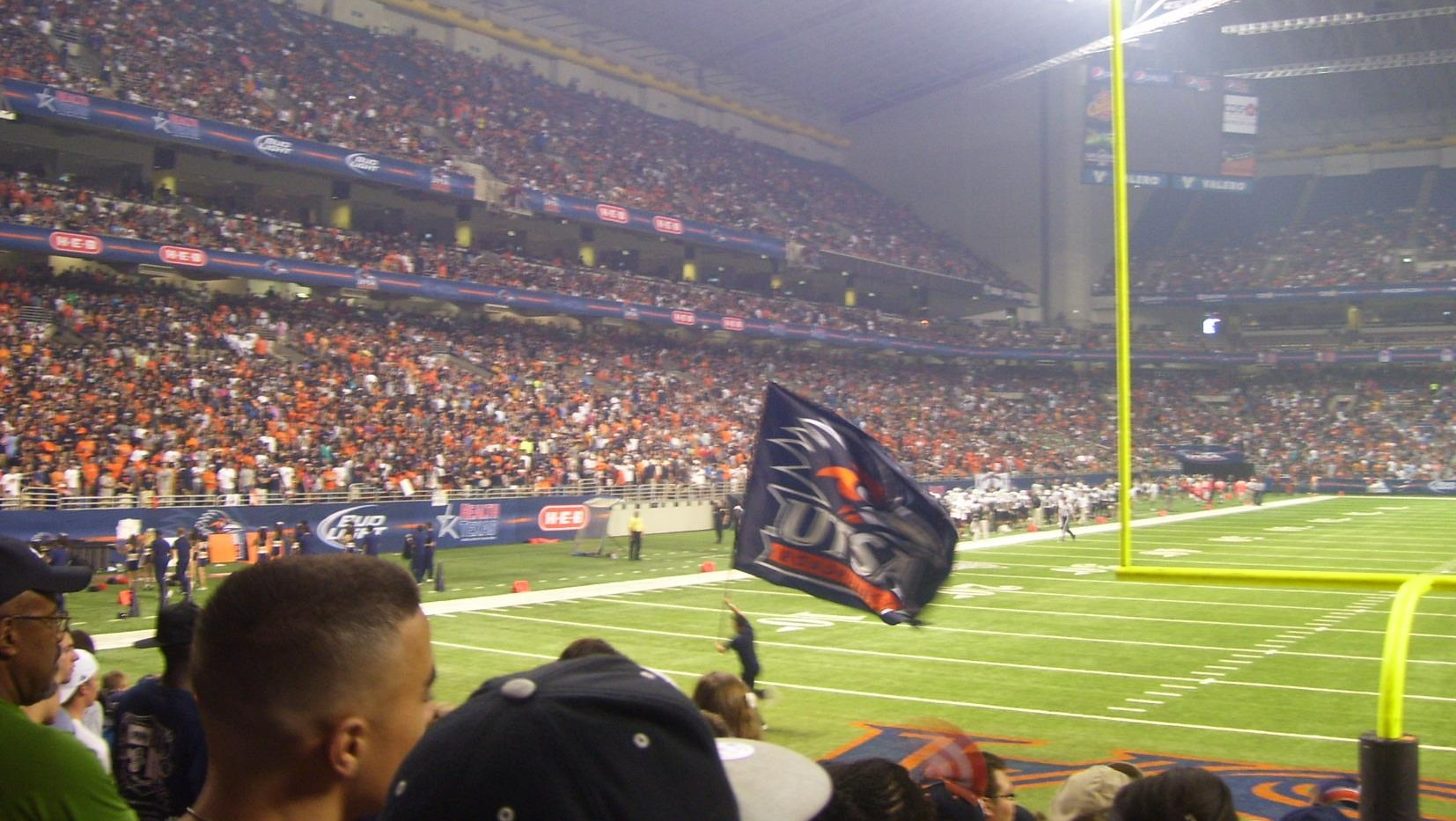
Interior do estádio na configuração para futebol americano.

O estádio foi inaugurado em 1993, foi a casa do time da NBA San Antonio Spurs entre os anos de 1993 até 2002 e do time de futebol canadense da CFL San Antonio Texans em 1995, também recebeu três jogos do time de futebol americano New Orleans Saints da NFL após o furacão Katrina. Sediou três vezes o pay-per-view da WWE, Royal Rumble, em 1997, 2017 e 2023.